# Bronx (fiume)
Il Bronx è un fiume statunitense. Esso si snoda per circa 24 km attraverso la zona sud est dello Stato di New York e copre un'area di 38,4 km. Deve il suo nome al colonialista Jonas Bronck. Il Bronx River è l'unico corso d'acqua dolce della città di New York.
Originariamente la sorgente del fiume era in quella che attualmente è la riserva di Kensico, nella Contea di Westchester a nord di New York. Con la costruzione della Kensico Dam nel 1885, tuttavia, il corso del fiume venne deviato dalle sue sorgenti naturali e oggi un piccolo affluente serve come sua fonte. Il Bronx River scorre a sud attraverso White Plains, poi a sud-sudovest attraverso i sobborghi settentrionali, passando da Edgemont, Tuckahoe, Eastchester, e Bronxville. Forma uno spartiacque tra le due città di Yonkers e Mount Vernon, e scorre attraverso parte del Bronx, comprendendo Bronx Park, New York Botanical Garden, e Bronx Zoo per poi continuare nel South Bronx dove separa East Bronx e West Bronx. Il fiume sfocia nell'East River, nei pressi di Soundview e Hunts Point.
Nel diciassettesimo secolo, il fiume veniva chiamato dai nativi "Aquehung" e serviva da linea di confine tra le diverse bande dell'informale confederazione del Wecquaesgeek; la sponda orientale del fiume era territorio dei Siwanoy, tribù di pescatori. La medesima linea venne mantenuta quando i territori furono assegnati ai coloni olandesi ed inglesi.